# 聖帕特里西奧縣 (德克薩斯州)
聖帕特里西奧縣（英語：San Patricio County）是美國德克薩斯州南部墨西哥灣沿岸的一個縣。面積1,831平方公里。根據美國2000年人口普查，共有人口67,138人。縣治辛頓（Sinton）。
成立於1836年3月17日，是最早的二十三個縣之一。縣名來自同名的城市（紀念愛爾蘭主保聖人聖博德）。